# Кадыров, Беслан Денилбекович
Бесла́н Денилбе́кович Кады́ров (род. 13 ноября 1965, Автуры, Чечено-Ингушская АССР) — чеченский боксёр, мастер спорта СССР, тренер, Заслуженный работник физической культуры Чеченской Республики.

## Биография
Родился 13 ноября 1965 года в селе Автуры Шалинского района Чечено-Ингушетии. В старших классах начал заниматься боксом. В 1984 году поступил в инженерно-строительный институт в городе Иваново, но продолжить обучение не смог, так как был призван в армию. Служил в Каунасе в воздушно-десантных войсках. В армии продолжал заниматься боксом, стал победителем многих соревнований.
В 1991 году окончил институт. В 1992 стал работать тренером в Иваново. В 2004 году вернулся в Чечню, где продолжил тренерскую деятельность. В 2012 году ему было присвоено звание Заслуженный работник физической культуры Чеченской Республики. Работает заместителем генерального директора спортивного клуба «Рамзан». Является вице-президентом Федерации бокса Чеченской Республики.

## Известные ученики
- Маташев, Шамиль Абубакарович — призёр чемпионата России;
- Шамханов, Идрис Селимович — призёр чемпионата России;
- Эдисултанов, Ислам Вахаевич — призёр чемпионата России, победитель боксёрского турнира Всемирных игр боевых искусств, победитель и призёр всероссийских и международных турниров;

и ряд других боксёров.